# Власов, Василий Иванович (Герой Социалистического Труда)
Васи́лий Ива́нович Вла́сов (1 августа 1906 года, Подосинки — 27 сентября 1977 года, Киев) — директор Киевского завода имени Артёма (1943—1974). Герой Социалистического Труда (1971). Член ВЛКСМ с 1923 года.

## Биография
Родился 1 августа 1906 года в деревне Подосинки (Ефремовского уезда Тульской губернии; ныне Данковского района Липецкой области).
С ноября 1943 года был назначен директором завода № 485 Наркомата авиапрома в Киеве, где проработал директором до 1974 года.
В 1962 году окончил Киевский политехнический институт.
Избирался депутатом Верховного Совета УССР, Киевского городского совета, членом Киевского городского комитета КПСС, членом бюро Шевченковского райкома КПСС.
Скончался 27 сентября 1977 года. Похоронен на городском Киевском кладбище «Берковцы».

## Память
В 2007 году к 115-летию со Дня основания ГАХК «Артем» была презентована книга авторства Николая Черныша «Директор», которая является документальным очерком о В. И. Власове. В том же году на фасаде здания ГАХК «Артем» в Киеве, по улице Юрия Ильенко, 2/10, Василию Власову установлена бронзовая мемориальная доска (барельеф, скульптор С. И. Гайдар).